# Ніканор (син Парменіона)
Ніканор ([naɪˈkeɪnər]; грец. Nικάνωρ Nīkā́nōr; помер 330 р. до н. е.), син Парменіона, був видатним воєначальником на службі Александра Македонського.
Вперше він згадується при переході річки Дунай, під час експедиції Александра проти гетів 335 року, коли він очолював фалангу. Але під час експедиції в Азію він, вирогідно, одностайно тримав головне командування військами, які називалися гіпаспісти або піші охоронці, налічуючи три загони по 1000 чоловік. Як його брат Філота робив це з εταιρoι, або гетайрами. Ми знаходимо згадку про нього як обіймаючого цю посаду в трьох великих битвах при Граніку, при Іссі та при Гавгамелах. Згодом він супроводжував Александра з частиною військ під його командуванням під час швидкого маршу царя в погоні за царем Дарієм III у 330 році; це було, ймовірно, його останньою службою, оскільки він помер від хвороби незабаром після цього, під час просування Александра до Бактрії. Його смерть на цьому етапі вважалася щасливою подією, оскільки вона не дозволила йому брати участь ні в проектах, ні в долі свого брата Філоти.